# Elena Richter
Elena Luise Senta Richter (Berlín, 3 de julio de 1989) es una deportista alemana que compitió en tiro con arco, en la modalidad de arco recurvo.
Ganó cuatro medallas en el Campeonato Mundial de Tiro con Arco en Sala entre los años 2009 y 2018, cinco medallas en el Campeonato Europeo de Tiro con Arco al Aire Libre entre los años 2010 y 2018, y una medalla de bronce en el Campeonato Europeo de Tiro con Arco en Sala de 2006.
Además, consiguió una medalla de plata en los Juegos Mundiales de 2013.

## Palmarés internacional
| Campeonato Mundial en Sala       | Campeonato Mundial en Sala | Campeonato Mundial en Sala | Campeonato Mundial en Sala |
| Año                              | Lugar                      | Medalla                    | Prueba                     |
| -------------------------------- | -------------------------- | -------------------------- | -------------------------- |
| 2009                             | Rzeszów (Polonia)          | Medalla de plata           | Equipo                     |
| 2014                             | Nimes (Francia)            | Medalla de plata           | Equipo                     |
| 2018                             | Yankton (Estados Unidos)   | Medalla de oro             | Individual                 |
| 2018                             | Yankton (Estados Unidos)   | Medalla de oro             | Equipo                     |
| Campeonato Europeo al Aire Libre |                            |                            |                            |
| Año                              | Lugar                      | Medalla                    | Prueba                     |
| 2010                             | Rovereto (Italia)          | Medalla de plata           | Equipo mixto               |
| 2012                             | Ámsterdam (Países Bajos)   | Medalla de bronce          | Equipo                     |
| 2014                             | Echmiadzin (Armenia)       | Medalla de plata           | Equipo                     |
| 2016                             | Nottingham (Reino Unido)   | Medalla de bronce          | Equipo                     |
| 2018                             | Legnica (Polonia)          | Medalla de bronce          | Equipo                     |
| Campeonato Europeo en Sala       |                            |                            |                            |
| Año                              | Lugar                      | Medalla                    | Prueba                     |
| 2006                             | Jaén (España)              | Medalla de bronce          | Equipo                     |